# Merowe
Koordinaten: 18° 29′ N, 31° 29′ O
Merowe ist eine Stadt im sudanesischen Bundesstaat asch-Schamaliyya. Der Ort liegt 330 km nördlich von Khartum am Endpunkt des Wadi Abu Dom, am linken, östlichen Ufer des Nils wenige Kilometer südlich und gegenüber der Stadt Karima. Auf der Seite von Karima befinden sich die Ruinen des Gebel Barkal und im Ort selbst blieben die Reste der antiken Ausgrabungsstätte Sanam erhalten.
Merowe hat einen Flughafen und ist geprägt durch den Bau des 40 km weiter nördlich gelegenen Merowe-Staudamms. Merowe ist nicht zu verwechseln mit dem historischen Ort Meroe.